# 約翰·劉易斯級油料補給艦
約翰·劉易斯級油料補給艦是一種舰队油料補給船，于 2018 年 9 月开始建造该级将包括二十艘加油船，由军事海运司令部运营，为美国海军航母打击群、两栖战备群和其他水面部队提供正在进行的燃料补给和有限数量的干货，使他们能够在全球范围内作战。 

## 设计
約翰·劉易斯級船舶採用雙殼結構，按照商業標準和 OPNAVINST 9070.1 要求建造。它们符合美国船级社钢船规则。 這些艦艇具有類似於亨利·J·凱澤級油料補給艦的能力，並依賴於現有技術。 每艘船的兩側都有加油站，用於補充燃料和物資，並將有兩個乾貨轉運平台。約翰·劉易斯級艦艇在交付時的自衛手段有限，包括防禦水雷和魚雷，並將配備船員操作的武器，這些武器將由艦上的海軍遠征安全小組操作，以針對小型船隻提供有限的自衛能力。船攻擊。這些艦艇為額外的自衛系統預留了空間、重量和功率，包括近程武器系統（CIWS）或SeaRAM，以及反魚雷魚雷防禦系統。 即使安裝了額外的自衛系統，如果船隻面臨更高的威脅，仍然需要護航 

## 歷史
2016 年 6 月 30 日，通用動力國家鋼鐵造船公司(NASSCO) 獲得了六艘约翰·刘易斯级补给加油船的详细设计和建造合同。  NASSCO於2018年9月20日開始在John Lewis上建造，並於2020年9月3日開始在Harvey Milk上建造。

## 命名
该级以其首舰「约翰·刘易斯」命名，而该舰又以美国政治家和民权领袖约翰·刘易斯命名。其余的「约翰·刘易斯」级油轮将以著名的民权领袖和活动家的名字命名。 
| 艦名               | 舷號     | 由來                                     | 建造               | 下水                | 現況   | 備註          |
| ------------------ | -------- | ---------------------------------------- | ------------------ | ------------------- | ------ | ------------- |
| 約翰·劉易斯號      | T-AO-205 | 约翰·刘易斯-国会议员                     | 2019 年 5 月 13 日 | 2021 年 1 月 12 日  | 服役中 | [ 6 ]         |
| 奧斯卡·V·彼得森    | T-AO-206 | 奧斯卡·V·彼得森-榮譽勳章得主             | 2020年9月3日       | 2021年11月6日       | 服役中 | [ 7 ] [ 8 ]   |
| 厄尔·沃伦號        | T-AO-207 | 厄尔·沃伦-最高法院首席大法官             | 2022 年 4 月 30 日 | 2022 年 10 月 28 日 | 已下水 | [ 9 ]         |
| 罗伯特·F·甘迺迪號  | T-AO-208 | 罗伯特·F·肯尼迪-司法部长                 | 2022 年 12 月 5 日 | 2023 年 10 月 29 日 | 已下水 | [ 10 ] [ 11 ] |
| 露西·斯通號        | T-AO-209 | 露西·斯通-女权倡导者                     | 2023 年 8 月 8 日  | 2024 年 9 月 21 日  | 已下水 | [ 12 ]        |
| 索杰纳·特鲁思號    | T-AO-210 | 索杰纳·特鲁斯-女权倡导者                 | 2024年6月21日      |                     | 已下定 | [ 12 ]        |
| 瑟古德·马歇尔號    | T-AO-211 | 瑟古德·马歇尔-最高法院法官               | 2024年12月9日      |                     | 已下定 | [ 13 ]        |
| 露絲·貝德·金斯堡號 | T-AO-212 | 露丝·巴德·金斯伯格-最高法院法官          |                    |                     | 已下定 | [ 14 ]        |
| 哈莉特·塔布曼號    | T-AO-213 | 哈莉特·塔布曼-废奴主义者與妇女参政论者   |                    |                     | 已下定 | [ 15 ]        |
| 多洛雷斯·韋爾塔號  | T-AO-214 | 多洛雷斯·韋爾塔-美國勞工領袖和民權運動家 |                    |                     | 已下定 | [ 16 ]        |
|                    | T-AO-215 |                                          |                    |                     | 已下定 | [ 17 ]        |
|                    | T-AO-216 |                                          |                    |                     | 已下定 | [ 17 ]        |
|                    | T-AO-217 |                                          |                    |                     | 已下定 | [ 17 ]        |
|                    | T-AO-218 |                                          |                    |                     | 已下定 | [ 17 ]        |
|                    | T-AO-219 |                                          |                    |                     | 已下定 | [ 17 ]        |
|                    | T-AO-220 |                                          |                    |                     | 已下定 | [ 17 ]        |
|                    | T-AO-221 |                                          |                    |                     | 已下定 | [ 17 ]        |